# Канны-2
Канны-2 (фр. Canton de Cannes-2) — кантон на юго-востоке Франции в регионе Прованс — Альпы — Лазурный Берег, департамент Приморские Альпы, округ Грас. Кантон был создан 22 марта 2015 года, он включает в себя часть города Канны.

## История
Кантон Канны-2 — новая единица административно-территориального деления Франции (департамент Приморские Альпы, округ Грас), созданная декретом от 24 февраля 2014 года после упразднения трёх кантонов: Западные Мандельё-Канны, Восточные Канны, Центральные Канны. Новая норма административного деления вступила в силу на первых региональных (территориальных) выборах (новый тип выборов во Франции). Таким образом, единые территориальные выборы заменяют два вида голосования, существовавших до сих пор: региональные выборы и кантональные выборы (выборы генеральных советников). Первые выборы такого типа, на которых избирают одновременно и региональных советников (членов парламентов французских регионов) и генеральных советников (членов парламентов французских департаментов) состоялись в коммуне Канны 22 марта 2015 года. Эта дата официально считается датой создания нового кантона. Начиная с этих выборов, советники избираются по смешанной системе (мажоритарной и пропорциональной). Избиратели каждого кантона выбирают Совет департамента (новое название генерального Совета): двух советников разного пола. Этот новый механизм голосования потребовал перераспределения коммун по кантонам, количество которых в департаменте уменьшилось вдвое с округлением итоговой величины вверх до нечётного числа в соответствии с условиями минимального порога, определённого статьёй 4 закона от 17 мая 2013 года. В результате пересмотра общее количество кантонов департамента Приморские Альпы в 2015 году уменьшилось с 52-х до 27-ти.
Советники департаментов избираются сроком на 6 лет. Выборы территориальных и генеральных советников проводят по смешанной системе: 80 % мест распределяется по мажоритарной системе и 20 % — по пропорциональной системе на основе списка департаментов. В соответствии с действующей во Франции избирательной системой для победы на выборах кандидату в первом туре необходимо получить абсолютное большинство голосов (то есть больше половины голосов из числа не менее 25 % зарегистрированных избирателей). В случае, когда по результатам первого тура ни один кандидат не набирает абсолютного большинства голосов, проводится второй тур голосования. К участию во втором туре допускаются только те кандидаты, которые в первом туре получили поддержку не менее 12,5 % от зарегистрированных и проголосовавших «за» избирателей. При этом, для победы во втором туре выборов достаточно простого большинства (побеждает кандидат, набравший наибольшее число голосов).

## Консулы кантона
После реформы 2015 года консулов избирают парами:
| Консулы кантона после реформы 2015 года: | Консулы кантона после реформы 2015 года: | Консулы кантона после реформы 2015 года: | Консулы кантона после реформы 2015 года: |
| Период                                   | Пара консулов                            | Статус                                   | Должность                                |
| ---------------------------------------- | ---------------------------------------- | ---------------------------------------- | ---------------------------------------- |
| 2015 — 2021                              | Chantal Azemar-Morandini                 | UMP                                      |                                          |
| 2015 — 2021                              | David Lisnard                            | UMP                                      |                                          |

## Состав кантона
Новый кантон в составе округа Грас сформирован 22 марта 2015 года. По данным INSEE, кантон Канны-2 включает в себя часть города Канны. Численность населения кантона — 42 469 человек (2013).
С 22 марта 2015 года кантону подчинена часть города Канны:
| Код INSEE | Коммуна | Французское название | Почтовый индекс | Площадь, км²              | Население (2013)                | Плотность, чел/км²         |
| --------- | ------- | -------------------- | --------------- | ------------------------- | ------------------------------- | -------------------------- |
| 06029     | Канны   | Cannes               | 06400 06150     | часть — ? коммуна — 19,62 | часть — 42 469 коммуна — 73 325 | часть — ? коммуна — 3751,4 |